# ケヴィン・J・アンダースン
ケヴィン・J・アンダースン （Kevin J. Anderson、1962年3月27日 - ）は、アメリカ合衆国のSF作家。
天体物理学の博士号を持ちテクニカル・ライターとしてSF雑誌に多くの短篇や記事を書き生計をたてるかたわら、1988年から作品を発表し始めた。当初はたいして注目されなかったが、作家ダグ・ビースンと1990年から共作を始め、評価されるようになった。

## 日本語訳された著書
- 『星海への跳躍』上・下（Lifeline (1990)、ダグ・ビースン共著、嶋田洋一訳、ハヤカワ文庫SF） 1996
- 『臨界のパラドックス』（The Trinity Paradox (1991)、ダグ・ビースン共著、内田昌之訳、ハヤカワ文庫SF） 1994
- 『無限アセンブラ』（Assemblers of Infinity (1993)、ダグ・ビースン共著、内田昌之訳、ハヤカワ文庫SF） 1995
- 『終末のプロメテウス』上・下（Ill Wind (1995)、ダグ・ビースン共著、内田昌之訳、ハヤカワ文庫SF） 1998
- 『残像を殺せ』（After Image (1992)、クリスティーン・キャスリン・ラッシュ共著、藍堂怜訳、創元ノヴェルス） 1996
- 『イグニション』（Ignition (1995)、ダグ・ビースン共著、矢口悟訳、早川書房） 1998
- 『リーグ・オブ・レジェンド/時空を超えた戦い』 (The League of Extraordinary Gentlemen (2003)、浅尾敦則訳、竹書房文庫） 2003

### 「スター・ウォーズ」
- 『スター・ウォーズ ジェダイの末裔』上・下（Star Wars: Jedi Search、石田亨訳、竹書房文庫、ジェダイ・アカデミー・シリーズ1） 1995
- 『スター・ウォーズ 暗黒卿の復活』上・下（Star Wars: Dark Apprentice、石田亨訳、竹書房文庫、ジェダイ・アカデミー・シリーズ2） 1995
- 『スター・ウォーズ フォースの覇者』上・下（Star Wars: Champions of the Force 、石田亨訳、竹書房文庫、ジェダイ・アカデミー・シリーズ3） 1996
- 『スター・ウォーズ ダークセイバー』上・下（Star Wars: Darksaber (1995) 、富永和子訳、竹書房文庫） 1997
- 『スター・ウォーズ クロノロジー』上・下（Star Wars: The Essential Chronology、ダニエル・ウォーレス共著、横沢雅幸, 高貴準三訳、ソニーマガジンズ） 2002
  - 『スター・ウォーズ全史』上・下（Star Wars: The Essential Chronology、ダニエル・ウォーレス共著、富永和子, 富永晶子訳、LUCAS BOOKS） 2006

### 「X-ファイル」
- 『X-ファイル グラウンド・ゼロ』（The X-Files: Ground Zero (1995)、クリス・カーター共著、南山宏訳、角川文庫） 1996
- 『X-ファイル 遺跡』（The X-Files: Ruins (1996)、クリス・カーター共著、南山宏訳、角川文庫） 1996
- 『X-ファイル 呪われた抗体』（The X-Files: Antibodies (1997)、クリス・カーター共著、南山宏訳、角川文庫） 1997

### 「デューンへの道」
- 『デューンへの道 公家(ハウス)アトレイデ』（Dune: House Atreides (1999)、ブライアン・ハーバート共著、矢野徹訳、ハヤカワ文庫SF） 2002
- 『デューンへの道 公家(ハウス)ハルコンネン』（Dune: House Harkonnen (2000)、ブライアン・ハーバート共著、矢野徹訳、ハヤカワ文庫SF） 2002
- 『デューンへの道 公家(ハウス)コリノ』（Dune: House Corrino (2001)、ブライアン・ハーバート共著、矢野徹訳、ハヤカワ文庫SF） 2002